# グイマツ
グイマツ（学名：Larix gmelinii var. japonica）は、マツ科カラマツ属の樹木。

## 名称
和名に含まれる「グイ」はアイヌ語でグイマツをさす言葉であるクイ (kuy) に由来する。樺太アイヌなど樺太と沿海州の先住民に対する元明朝における呼び名「骨嵬」が、これに関係するという説がある。
別名はシコタンマツ（色丹松）、ホクヨウカラマツ（北洋唐松）。

## 特徴

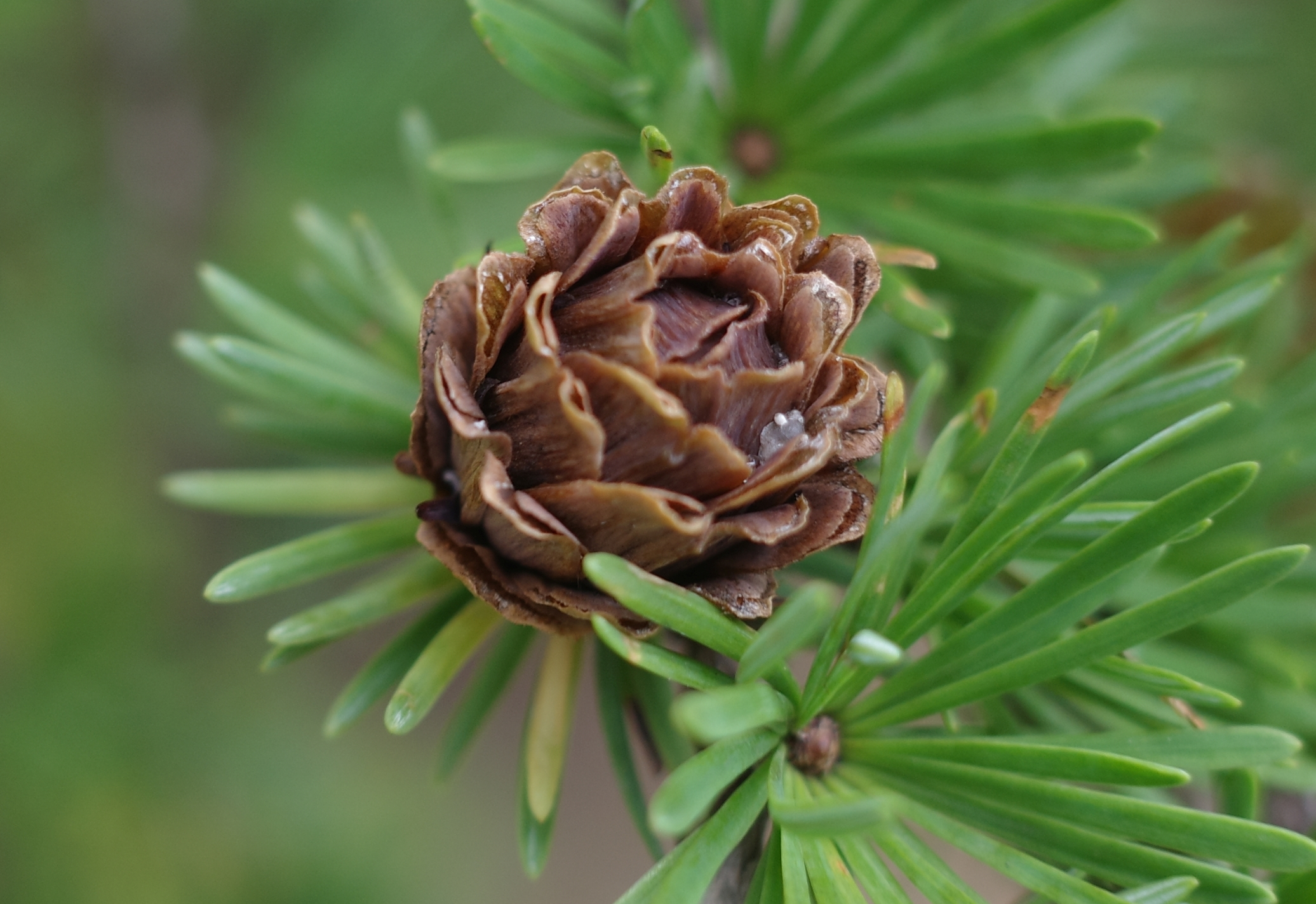
グイマツの松かさ。仙台市、2020年7月

最適条件では樹高30メートル (m) 、幹径80センチメートル (cm) に達する。極北ではがっしりとして背が低くなる。樹皮は赤みを帯びているかまたは淡褐色で、分厚く、古株の幹の下部には亀裂が走る。針葉は明緑色で長さ15〜30 mm、細長い線形、25〜40本を1束に截形。
球果は15〜30 mmの楕円形。小さなもので20〜30個の鱗片が4列、大きなものでは40〜50個の鱗片が6列ある。種子は幅0.8〜1 cm、長さ1〜1.2 cmで、8〜9月に熟し、乾燥した天気の時に松毬が開いて40〜50°の角度で種子が落ちる。

## 変種
種ダフリアカラマツ L. gmelinii の変種としては下記のものがある。
- var. gmelinii ダフリアカラマツ - イェニセイ川河谷からカムチャツカ半島まで分布。
- var. japonica グイマツ - 千島列島と樺太に分布。
- var. olgensis マンシュウカラマツ - ロシア沿海地方シホテアリニ山脈、北朝鮮、中国黒竜江省に分布。
- var. principis-rupprechtii ホクシカラマツ

### ダウリアカラマツ
ダウリアカラマツ（学名: Larix gmelinii）は、シベリアの北方針葉樹林（タイガ）に分布するマツ科カラマツ属の落葉針葉樹である。ダフリアカラマツともいう。
名称は、ダウリアおよびダフリアはバイカル湖の東からアムール川流域の西部までの地域の古称に由来し、種小名はヨハン・ゲオルク・グメリンに由来。多様な姿を見せることから L. cajanderi 、L. dahurica 、L. kamtschatica 、L. komarovii 、L. kurilensis 、L. lubarskii 、L. ochotensis といったシノニムを有する。

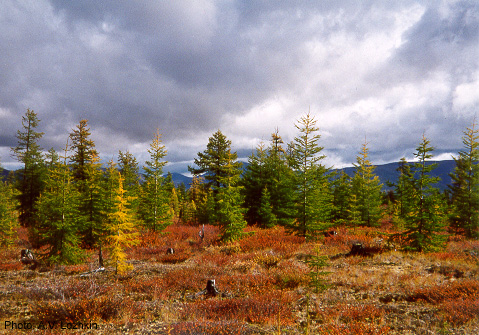
秋のダウリアカラマツの森。ロシア、北極圏北東シベリア、コリマ川北部流域にて。

#### 分布
ユーラシアの北極圏に近い北方針葉樹林（タイガ）に分布する。シベリアを東西に2分するエニセイ川の東からユーラシアの極東のカムチャツカ半島まで、ダウリアカラマツの森が広がっている。一方、近縁種のシベリアカラマツ（Larix sibirica）は、エニセイ川の西からフィンランドまで分布する。
ダフリアカラマツは世界一北に分布する樹種で、北緯72度30分に及ぶ。西はタイムィル半島のピャシノ湖とバイカル湖を結んだ線、東はレナ川の下流域の大部分を含みアルダン川方面でその中流域から南の方向へオホーツク海のウダ湾、更にブレヤ山脈から南の方向へ向かい小興安嶺山脈の尾根沿いへ、ロシア国境のアムール川へ至る。分布域の南はザバイカル東部にあたる。

#### 生態
世界で最も耐寒性のある樹種で、シベリアの厳しい気候に耐える樹木であり、森林限界付近では樹高は低くなりハイマツのような姿をとる。最適環境は平地の湿地帯で、永久凍土や山岳地帯の岩場に疎ら。気候の厳しい場所では競合種はなくタイガで広大な森林を形成し、最適状況ではトウヒ、マツ、カバノキなどとの混成林となる。シベリアに自生するダウリアカラマツは、極寒の気候と液体の水の不足によく適応しており、ほっそりした円錐形の樹形は雪を落ちやすくして枝の損傷を防いでおり、表面積の小さい針葉は、ロウの粒子で被覆することで水分の蒸発を防いでいる。秋には凍結を防ぐため厚い樹皮と木質部にテレピン油を蓄えたり、細胞内の水分が凍結しないように細胞内に糖分を増やしたりする。ダウリアカラマツの主根が永久凍土に突き当たると、その根は死んでしまうが、その後は完全には凍結しない地中の浅いとことで根系を張り巡らせて生育していく。

#### 形態

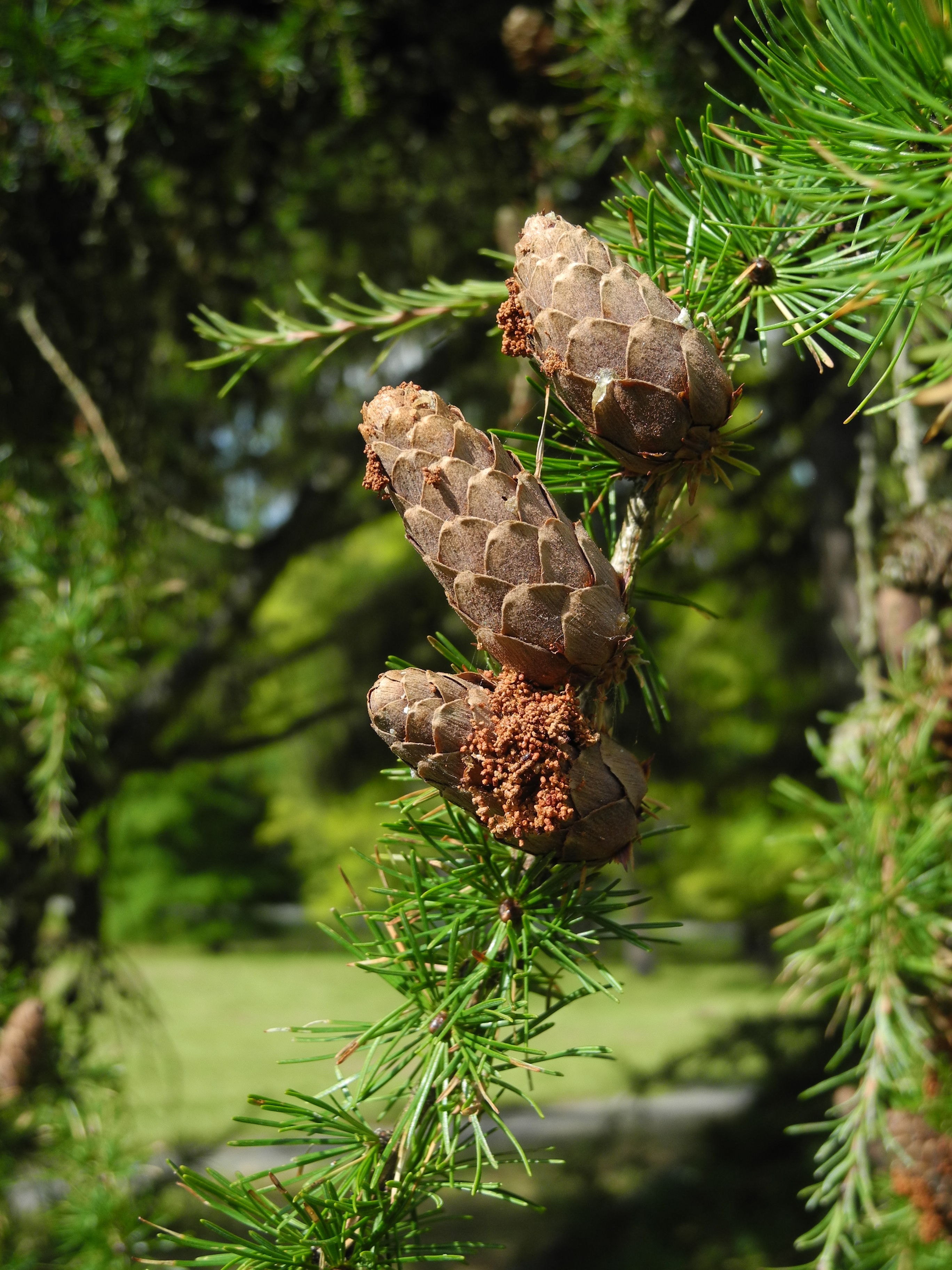
ダフリアカラマツの球果（ドイツ、ヘッセン州カッセル郡のヴィルヘルムシェーエ公園にて）

シベリア南部では高さ30メートル (m) に生長するが、北極圏に近いところでは発育が阻害されて、高さ5 m程度しかならない、
針葉樹としては珍しく、夏の終わりに葉が黄金色になり落葉する。
近縁種のシベリアカラマツと生育地も外見も互いに非常によく似ているが、球果を見ることで識別することができ、ダウリアカラマツの球果は鱗片がわずかに外向きにカーブしており、シベリアカラマツの球果はやわらかい毛が生えているという違いがみられる。

#### 利用
建材や外装材、ボートの材料、化粧板、製紙用パルプなどに広く利用される。

## 保全状況評価
LOWER RISK - Least Concern (IUCN Red List Ver. 2.3 (1994))
IUCNレッドリストでは、1998年版で種ダフリアカラマツ L. gmelinii が軽度懸念に評価されたが、更新が必要とされている。